# 山梨経済羅針盤
『山梨経済羅針盤』（やまなしけいざいらしんばん）は、YBSラジオとFM甲府で2005年4月から2006年3月まで放送されていた経済トーク番組。YBSラジオでは毎週日曜 17:30 - 17:45に、FM甲府では毎週金曜 17:30 - 17:45に放送されていた。

## 概要
山梨県に拠点を置いている会社・団体の代表者（経営者）を2週間単位でゲストに招き、その会社・団体の経営理論や成功への秘訣等、今後の企業作りを目指そうとする経営者に役立つ情報を提供していた。パーソナリティは、マーケティング学者で当時山梨学院大学商学部の助教授であった青木茂樹が務めていた。
なお、青木は2006年4月から『765morning』月曜日のコーナー「Economy Cafe」に出演しており、こちらでも同様に経済関連の情報を伝えている。